# Joaquín Fernández de Portocarrero
Francisco Joaquín Fernández de Portocarrero y Mendoza (Madrid, 27 marzo 1681 – Roma, 22 giugno 1760) è stato un cardinale spagnolo.

## Biografia
Nacque a Madrid il 27 marzo 1681, quarto figlio di Luis Antonio Tomás Fernández de Portocarrero, conte di Palma del Río, da cui ereditò il titolo di marchese di Almenara, che più tardi, nel 1728, cedette a suo fratello, poco prima di ricevere gli ordini minori e di intraprendere la vita ecclesiastica e di María Leonor de Moscoso. Fu cavaliere del Sovrano militare ordine di Malta per cui esercitò le funzioni di ambasciatore.
Nel 1722 fu nominato viceré di Sicilia dall'imperatore Carlo VI e, nel 1728, per alcuni mesi fu viceré di Napoli ad interim. Venne ordinato sacerdote il 17 gennaio 1730. Nel 1735 venne nominato patriarca latino di Antiochia e, di conseguenza, venne ordinato vescovo il 30 maggio dello stesso anno, dal cardinale Álvaro Cienfuegos.
Papa Benedetto XIV lo elevò al rango di cardinale della Chiesa cattolica nel concistoro del 9 settembre 1743. Fino al 1748 fu ambasciatore del re di Spagna presso la Santa Sede. In seguito fu prefetto della Congregazione per le Indulgenze e le Sacre Reliquie e partecipò al conclave del 1758. Nel 1759 fu nominato vescovo di Sabina.
Si distinse come protettore di scrittori, scienziati ed artisti e fu un appassionato collezionista di libri. Oggi è noto soprattutto per aver donato all'Ordine di Malta la sua biblioteca, ricca di oltre cinquemila volumi; ciò fa di lui un cofondatore dell'attuale Biblioteca Nazionale di Malta. Morì il 22 giugno 1760 all'età di 79 anni. Venne sepolto a Santa Maria del Priorato all'Aventino.

## Genealogia episcopale e successione apostolica
La genealogia episcopale è:
- Cardinale Sigismund von Kollonitz
- Cardinale Mihály Frigyes von Althann
- Cardinale Juan Álvaro Cienfuegos Villazón, S.I.
- Cardinale Joaquín Fernández de Portocarrero

La successione apostolica è:
- Arcivescovo Joannes Battista Nicolovich (1743)
- Vescovo Tommaso Aceti (1744)
- Vescovo Giovanni Antonio Castelli (1744)
- Vescovo Cristoforo Lugaresi (1745)
- Arcivescovo Innocenzo Sanseverino (1746)
- Vescovo Liborio Pisani (1746)
- Vescovo Angelo Longo, O.S.B. (1746)
- Arcivescovo Innocenzo Gorgoni, O.S.B. (1746)
- Vescovo Bernardo Cangiani (1746)
- Vescovo Giovanni Calebotta (1746)
- Vescovo Castrensis Scaja (1746)
- Arcivescovo Gerolamo Formagliari (1746)
- Vescovo Tommaso Mazza (1747)
- Arcivescovo Serafino Brancone, O.S.B. (1747)
- Vescovo Virgilio Giannotti (1747)
- Arcivescovo Alessandro Cervini (1747)
- Vescovo Pasquale Teodoro Basta (1748)
- Vescovo Domenico Morelli (1748)
- Arcivescovo Michele Maria Capece Galeota, C.R. (1748)
- Arcivescovo Francesco Maria Testa (1748)
- Arcivescovo Isidoro Sánchez de Luna, O.S.B. (1748)
- Vescovo Antonio Correale (1748)
- Vescovo Miguel Valejo Berlanga, O.SS.T. (1750)
- Vescovo Nicola Ferri (1750)
- Vescovo Domenico de Amato (1750)
- Vescovo Ludovico Sabatini d'Anfora, C.P.O. (1750)
- Arcivescovo Lorenzo Despuig Cotoner (1750)
- Vescovo Bartolomeo Coccoli (1750)
- Arcivescovo Giovanni Angelo Ciocchi del Monte (1751)
- Arcivescovo Giusto de Marco, C.R. (1751)
- Arcivescovo Carlo Ciocchi (1752)
- Vescovo Giovanni Battista Miceli (1752)
- Vescovo Giuseppe Orlandi, O.S.B. (1752)
- Arcivescovo Jaime Cortada y Brú (1752)
- Arcivescovo Agatino Maria Reggio Statella (1752)
- Vescovo Marco de Simone (1752)
- Vescovo Pietro Budmani (1752)
- Vescovo Girolamo Bajardi (1753)
- Arcivescovo Vincenzo Maria de Francisco e Galletti, O.P. (1753)
- Vescovo Francisco Pallás y Faro, O.P. (1753)
- Vescovo Giovanni Girolamo Gravina, C.R. (1753)
- Cardinale Antonio Branciforte Colonna (1754)
- Vescovo Dionigi Latomo Massa (1754)
- Cardinale Giovanni Ottavio Bufalini (1754)
- Vescovo Giuseppe Antonio de Requeséns, O.S.B. (1755)
- Vescovo Niccola Sermattei (1755)
- Vescovo Thomas Fabiani (1755)
- Cardinale Giovanni Molin (1755)
- Arcivescovo Domenico Andrea Cavalcanti, C.R. (1755)
- Vescovo Andrea Lucchesi Palli (1755)
- Vescovo Gioacchino Castelli (1755)
- Vescovo Carlo Mineo (1756)
- Arcivescovo Arcangelo Lupi, O.P. (1757)
- Vescovo Alonso de Solís Marroquín y Gragera, O.S. (1757)
- Vescovo Santiago Hernández, O.P. (1757)
- Vescovo Francisco Borrull Ramón (1757)
- Vescovo Erasmo Mastrilli, O.S.B. (1757)
- Arcivescovo Salvatore Ventimiglia, C.O. (1757)
- Vescovo Giulio Matteo Natali (1757)
- Vescovo Nicola Spedalieri (1758)
- Arcivescovo Silvestro Pepe (1759)
- Arcivescovo Girolamo Palermo, C.R. (1759)
- Arcivescovo Giovanni Battista Pignatelli (1759)
- Vescovo Benedetto Andrea Doria (1759)